# Mótungutindur
Mótungutindur är en bergstopp i republiken Island. Den ligger i regionen Austurland, 400 km öster om huvudstaden Reykjavík. Toppen på Mótungutindur är 1 124 meter över havet.
Trakten runt Mótungutindur är nära nog obefolkad, med mindre än två invånare per kvadratkilometer. Närmaste större samhälle är Djúpivogur, omkring 15 kilometer sydost om Mótungutindur. Trakten runt Mótungutindur består i huvudsak av gräsmarker.